# Каширинский сельсовет
Каши́ринский сельсове́т — упразднённые административно-территориальная единица и муниципальное образование со статусом сельского поселения в составе Кетовского района Курганской области России.
Административный центр — село Каширино.
15 марта 2022 года сельсовет был упразднён в связи с преобразованием муниципального района в муниципальный округ.

## История
В соответствии с Законом Курганской области от 6 июля 2004 года № 419 сельсовет наделён статусом сельского поселения.

## Население
| 1989  | 2002  | 2010  | 2012  | 2013  | 2014  | 2015  |
| ----- | ----- | ----- | ----- | ----- | ----- | ----- |
| 2744  | ↘1377 | ↘1363 | ↗1397 | ↗1418 | ↘1417 | ↘1392 |
| 2016  | 2017  | 2018  | 2019  | 2020  |       |       |
| ↗1419 | ↘1396 | ↗1403 | ↘1399 | ↗1443 |       |       |

## Состав сельского поселения
| № | Населённый пункт | Тип населённого пункта       | Население |
| - | ---------------- | ---------------------------- | --------- |
| 1 | Каширино         | село, административный центр | ↘1338     |
| 2 | Северное         | деревня                      | ↘25       |